# 布朗大学图书馆
布朗大学图书馆是布朗大学图书馆系统的总称。

## 分馆
布朗大学图书馆包括校园内的6个分馆：
- 小洛克菲勒图书馆（John D. Rockefeller Jr Library, “the Rock”），人文社科类图书馆，也是大学的主图书馆
- 科学图书馆（Sciences Library, “SciLi”），理工科类图书馆
- 约翰·海图书馆（John Hay Library, “Hay”），人文社科类图书馆，也是大学档案馆、珍本和特藏室所在地
- 查普林医学图书馆 （页面存档备份，存于）（Champlin Medical Library），医学类图书馆
- 乌尔维格音乐图书馆 （页面存档备份，存于）（Orwig Music Library），艺术类图书馆
- 安玛莉·布朗纪念图书馆（Annmary Brown Memorial），艺术类图书馆
- 图书馆藏品中心 （页面存档备份，存于）（Library Collections Annex），图书馆藏书中心。

另外还有坐落在布朗大学校园内的约翰·卡特·布朗图书馆，但行政上不属于布朗大学图书馆系统。